# Coptops thibetanus
Coptops thibetanus es una especie de escarabajo longicornio del género Coptops, tribu Mesosini, subfamilia Lamiinae. Fue descrita científicamente por Breuning en 1974.

## Descripción
Mide 19 milímetros de longitud.

## Distribución
Se distribuye por China.